# Тазеево
Тазеево (баш. Тәжәй) — село в Илишевском районе Башкортостана, административный центр Кужбахтинского сельсовета.

## Географическое положение
Расстояние до:
- районного центра (Верхнеяркеево): 23 км,
- ближайшей ж/д станции (Буздяк): 130 км.

## История
Село Тазеево при р.Базе было основано башкирами Еланской волости Бирского уезда Оренбургской губернии на собственных вотчинных землях. Названо по имени первопоселенца, известны его сыновья Абзалил и Байслан Тазеевы. Сын Байслан Тазеев попал в документ за 1785г. как должник известного в округе кредитора, башкира-вотчинника, старшего походного старшины и сына первопоселенца из с.Зубаирово Акая Зубаирова, у которого тот занял 14 рублей денег.
В период с 10.04.1798г. по 05.05.1865г. на территории Исторического Башкортостана действовала кантонная система управления, где вся территория делилась на башкирские военно-территориальные единицы – кантоны. В разный период село относилось к различным башкирским кантонам.
В период волостного управления Башкортостаном с 02.07.1865г. по 20.08.1930г. село относилось к Исмаиловской волости.
В 1831г. зауряд-сотник 55-летний Нурали Гайсаров сын Акбуляков в составе 6-го башкирского полка находился в Польше «по препровождению польских пленных в г.Минск» (известные его сыновья Иргали, Шавали, Шагали, Алимбай).
В 1843 г. на 174 башкира было засеяно 360 пудов озимого и 760 пудов ярового хлеба.
В 1896г. в с.Тазеево вместе с выселком имелось 85 дворов с 263 жителями женского и 314 мужского пола. В селе действовала 1 мечеть и 2 бакалейные лавки.

## Население
| 2002 | 2009 | 2010 |
| ---- | ---- | ---- |
| 587  | ↗588 | ↘518 |

Национальный состав
Башкиры-еланцы села Тазеево перед самой V ревизией 1795г. припустили 5  ясачных татар из одной семьи из с.Мамяково. Башкир в 1795 г. было 133 человека (20 дворов). Ревизия 1816 г. обнаружила 156 башкир (22 двора), татары этой деревни жили одним двором (8 человек). В следующих ревизиях после 1858 г. татары в селе не регистрировались. В 1795 г. учтено при 21 дворе 138 человек обоего пола, 1816 г. при 23 – 164 чел., 1834 г. при 19 – 184 чел., 1858 г. – 286 чел., 1870 г. при 48 – 305 чел., 1920 г. при 150 – 801 чел.
| Численность   | 1795                                                                   | 1816                                                                   | 1834                                                                   | 1858                                                                   | 1870                                                                   | 1920                                                                   |
| ------------- | ---------------------------------------------------------------------- | ---------------------------------------------------------------------- | ---------------------------------------------------------------------- | ---------------------------------------------------------------------- | ---------------------------------------------------------------------- | ---------------------------------------------------------------------- |
| Башкир        | 133                                                                    | 156                                                                    | 174                                                                    | 273                                                                    | -                                                                      | 801                                                                    |
| Ясачных татар | 5                                                                      | 8                                                                      | 10                                                                     | 13                                                                     | -                                                                      | -                                                                      |
| Тепярей       | -                                                                      | -                                                                      | -                                                                      | -                                                                      | 305^                                                                   | -                                                                      |
| Примечание    | ^Как видно по таблице, в 1870 году башкир ошибочно отнесли к тептярям. | ^Как видно по таблице, в 1870 году башкир ошибочно отнесли к тептярям. | ^Как видно по таблице, в 1870 году башкир ошибочно отнесли к тептярям. | ^Как видно по таблице, в 1870 году башкир ошибочно отнесли к тептярям. | ^Как видно по таблице, в 1870 году башкир ошибочно отнесли к тептярям. | ^Как видно по таблице, в 1870 году башкир ошибочно отнесли к тептярям. |

Согласно переписи 2002 года, преобладающая национальность — татары (98 %).

## Религия
В селе есть мечеть.

## Известные уроженцы
- Ганиев, Ривнер Фазылович (род. 1 апреля 1937) — механик, машиновед, академик РАН (1994), академик АН космонавтики им. К. Э. Циолковского (1991), почетный академик АН РБ, доктор технических наук (1968), профессор (1969), директор Института машиноведения им. А. А. Благонравова РАН (ИМАШ РАН);
- Зарипов, Ахтям Исмагзянович (род. 15 июля 1935) — актер, режиссер, сценарист, прозаик и публицист.